# Bosanci (Rumunia)
Bosanci (poprzednio Bosancea, niem. Bossancze, pl. Boszańce) – wieś w Rumunii, w okręgu Suczawa, w gminie Bosanci. W 2011 roku liczyła 6304 mieszkańców.
W XIX w. wieś należała do powiatu suczawskiego w Księstwie Bukowiny. Według spisu ludności przeprowadzonego w 1880 Bossancze razem z miejscowościami: Hriatzka, Nemericzany, Podany i Ruzina liczyła 4087 mieszkańców.